# Myles Standish
Myles Standish (kolem 1584 Lancashire – 3. října 1656, Duxbury, Plymouth) byl anglický vojenský důstojník najatý emigranty jako lodní kapitán na jejich plavbě do Ameriky a zároveň jako vojenský poradce pro novou kolonii Plymouth. Stal se kapitánem lodi Mayflower a hrál vedoucí roli v administraci a při obraně kolonie Plymouth od jejího založení. Dne 17. února 1621 ho kolonisté zvolili prvním velitelem milicí a tuto funkci zastával až do smrti. Řešil také záležitosti kolonie v Anglii, byl tajemníkem guvernéra a pokladníkem kolonie. Byl jedním z prvních osadníků a také zakladatelem města Duxbury v Massachusetts.
Standish jako vojenský velitel byl zastáncem preventivních akcí. Podnikl menší útoky proti Indiánům kmene Nemasket a vedl střet s domorodci v kolonii Wessagusset. V boji se Standish ukázal jako statečný a schopný velitel, ale dokázal být také brutální, čímž si rozhněval Indiány a zneklidnil umírněné členy kolonie.
Jednou z jeho posledních vojenských akcí, které podnikl jako zástupce kolonie Plymouth, bylo obsazení francouzské obchodní stanice na řece Penobscot v roce 1635. Ve 40. letech 17. století opustil dráhu aktivního vojáka a usadil se na své farmě v Duxbury. Stále byl nominálně velitelem vojenských sil v rostoucí kolonii, i když už pravděpodobně pracoval pouze jako poradce. Zemřel ve svém domě v Duxbury v roce 1656 ve věku 72 let. Po celý svůj život podporoval a bránil kolonii. Neexistuje ale žádný důkaz o jeho připojení k náboženství kolonistů.
Po Mylesu Standishovi bylo pojmenováno několik měst a vojenských zařízení a byly mu stavěny památníky. Jedním z nejznámějších zobrazení v populární kultuře je báseň z roku 1858 The Courtship of Miles Standish od Henryho Wadswortha Longfellowa. Zcela smyšlený příběh představuje Standishe jako plachého romantika. Příběh byl velmi populární v 19. století a hrál významnou roli v utváření povědomí o úloze a historii Otců poutníků v americké kultuře.

## Rané životní období
O původu a raném životě Mylesa Standishe toho není mnoho známo. Místo narození bylo předmětem diskuse mezi historiky více než 150 let. V centru debaty je závěť, napsaná v Plymouthu v roce 1656, týkající se dědických ustanovení. Standish napsal:
Dávám svému synovi a dědici jménem Alexander Standish všechny své pozemky, které mi patří podle zákona v Ormskirke [Ormskirk] Borscouge [Burscough] Wrightington Maudsley [Mawdesley] Newburrow [Newburgh] Crowston [Croston] a na ostrově Man [sic] a patřící mi jako pravému dědici podle práva, ale dočasně zadržované pradědečkem, který byl mladším bratrem z domu Standish of Standish.

Místa pojmenovaná Standishem jsou všechna v Lancashire v Anglii, s výjimkou ostrova Man, což vede některé historiky k závěru, že se narodil v Lancashire – možná v blízkosti Chorley, kde část rodiny Standishů vlastnila panství známé jako Duxbury Hall. Mnoho jiných důkazů pro spojení Mylese s rodinou Standishes of Duxbury Hall se nepodařilo objevit. Jiná teorie se zaměřuje na jeho zmínku o ostrově Man a tvrdí, že patřil k manxské větvi Standishovy rodiny. V žádné z lokalit neexistuje jasný důkaz o jeho rodišti.
Kromě Standishovy závěti nejčasnějším zdrojem popisujícím Standishovu rodinu a jeho mládí je krátký záznam Nathaniela Mortona, tajemníka kolonie Plymouth, který uveřejnil v New England's Memorial (Památník Nové Anglie) z roku 1669. Píše, že Standish:
byl gentleman, který se narodil v Lancashiru, a byl dědicem zjevného velkého panství a majetku, tajně před ním zadrženého; jeho dědeček byl druhý nebo mladší bratr z Standishova domu. V mládí odešel do nízkých zemí a byl tam vojákem, seznámil se s komunitou kolem kostela v Leydenu a přišel s nimi do Nové Anglie, s těmi, kteří byli od počátku rozhodnuti založit osadu v Novém Plymouthu, a nesl s nimi jejich první obtíže a byl vždy velmi věrný jejich zájmu.

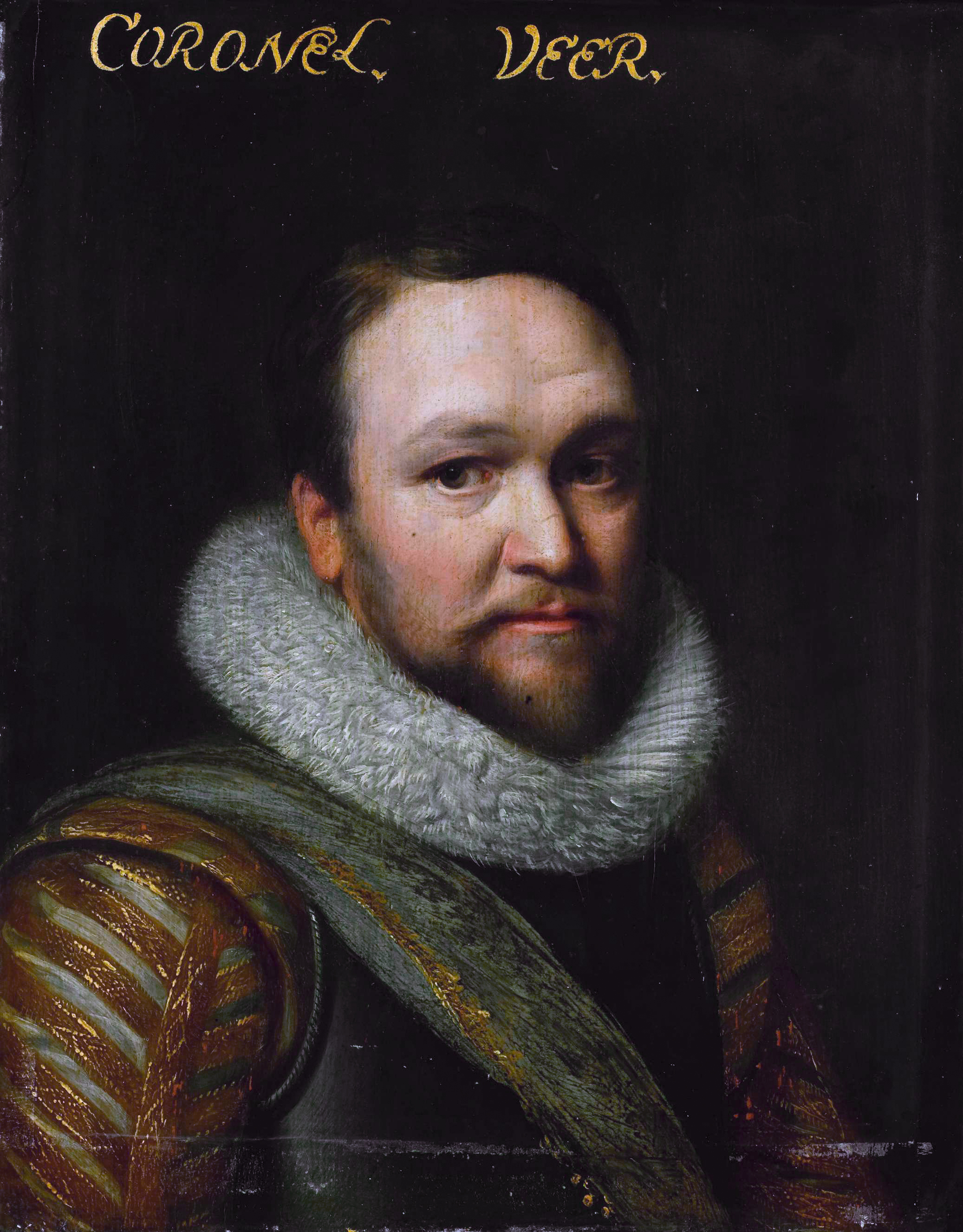
Sir Horatio Vere, velitel anglických jednotek v Nizozemsku během obléhání Sluis v roce 1604. Byl pravděpodobně Standishovým velitelem v této bitvě.

Ohledně rané Standishovy vojenské kariéry v Nizozemsku („nízké země“, o nichž Morton mluvil) jsou informace přinejmenším nejasné. V té době byly Spojené provincie nizozemské zapleteny do osmdesátileté války se Španělskem. Královna Alžběta I. Anglická se rozhodla podpořit nizozemské protestanty a vyslala vojsko do Nizozemska bojovat proti Španělsku. Historici se přou o jeho roli v anglické armádě. Nathaniel Philbrick hovoří o Standishovi jako o “žoldákovi”, který využil příležitosti nechat se najmout a jít bojovat do Nizozemska, ale Justin Winsor tvrdí, že Standish se stal poručíkem v anglické armádě a následně byl v Nizozemsku povýšen na kapitána. Jeremy Bangs, přední vědec zabývající se historií Otců poutníků píše, že Standishovým velitelem byl pravděpodobně Sir Horace Vere, anglický generál, který mimo jiné najímal vojáky v Lancashire i na ostrově Man, a který velel anglickým jednotkám v době, kdy tam byl i Standish.
Standish zjevně přišel do Nizozemska kolem roku 1603 a podle historika Tudora Jenkse mohl sloužit v armádě během obléhání Sluis v roce 1604, do kterého bylo zapojeno anglické vojsko pod vedením Horacia Vera. Následné dvanáctileté příměří (1609–1621), uzavřené v Antverpách v roce 1609 mezi Španělskem a Spojenými provinciemi nizozemskými pravděpodobně ukončilo Standishovu službu v armádě. V roce 1620 byl určitě ještě v Nizozemsku a žil v Leidenu, když byl najat komunitou puritánů, kteří emigrovali z Anglie, aby jednal jako jejich vojenský poradce. V té době používal titul „kapitán“. Když puritáni zvažovali kandidáty na toto důležité postavení, nejprve se rozhodli požádat o tuto službu kapitána Johna Smitha, jednoho ze zakladatelů anglické kolonie v Jamestownu ve Virginii, který mimo to prozkoumal a zmapoval americké pobřeží. Požádali ho, zda by je doprovodil na cestě do Nového světa a on projevil zájem. Jeho zkušenost z něj činila atraktivního kandidáta. Nicméně nakonec se rozhodli proti němu. Cena, kterou Smith požadoval, byla pro budoucí osadníky příliš vysoká, a navíc měli obavu, aby ho jeho sláva, smělost a odvaha nevedla ke snaze stát se diktátorem. Standish žil v Leidenu se svou ženou Rose a puritáni jej už zjevně znali, a tak se nakonec rozhodli pro něho.

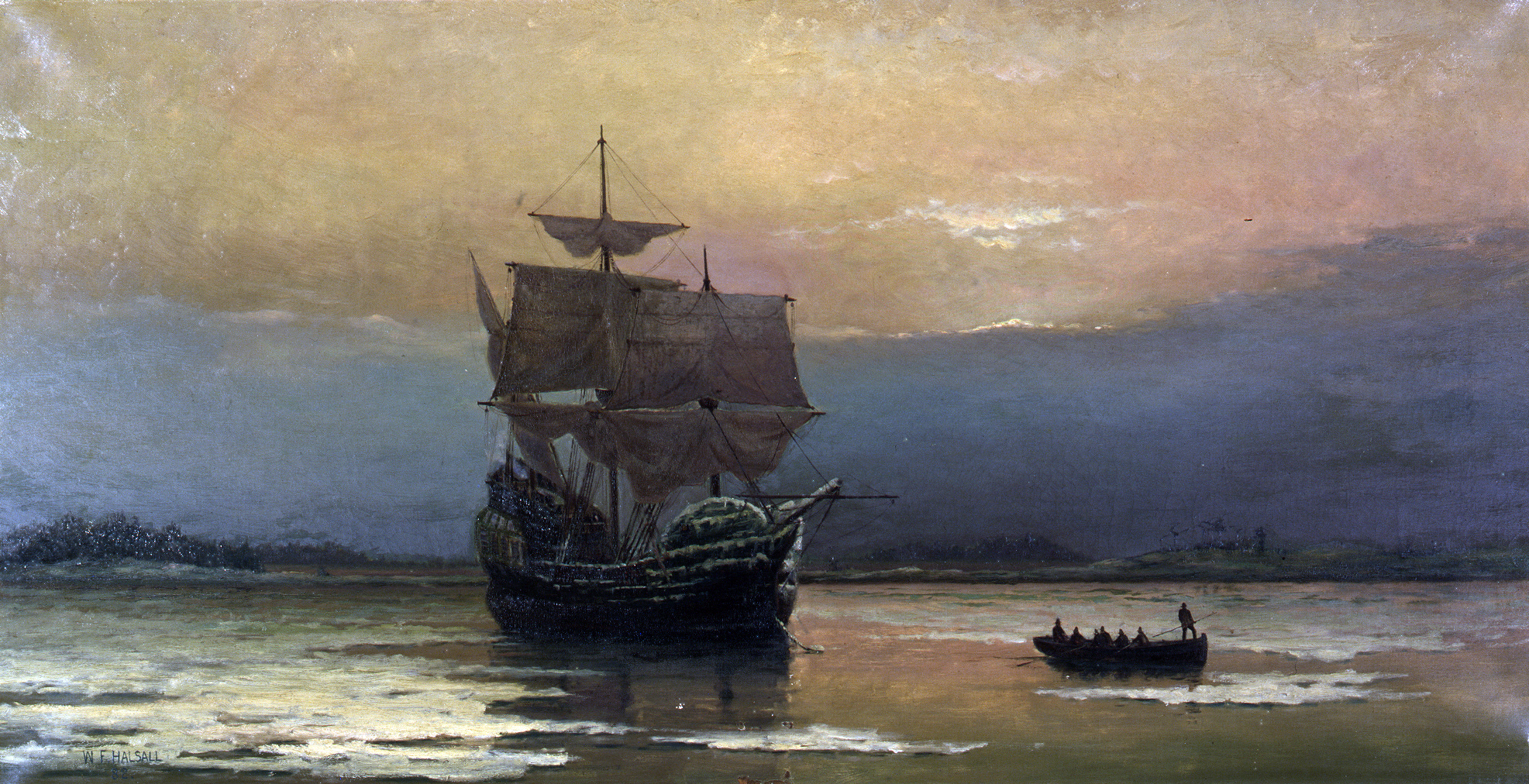
Loď Mayflower v přístavu v Plymouthu, William Halsall, 1882

## Cesta do Plymouthu

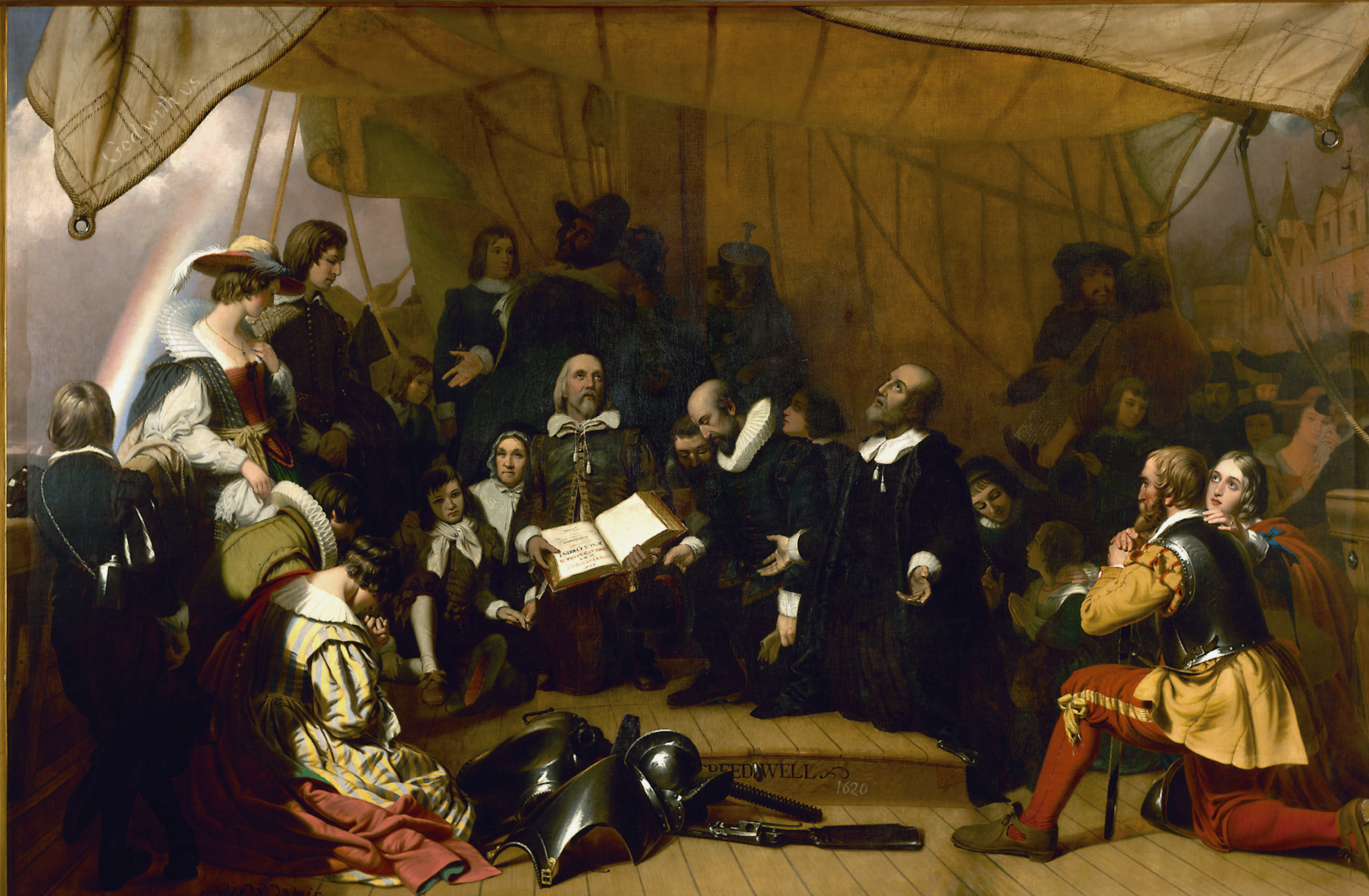
The Embarkation of the Pilgrims, 1843, Poutníci na lodi, USA Kapitol. Myles a Rose Standishovi jsou vyobrazeni v popředí vpravo.

Dne 22. července 1620 (podle juliánského kalendáře) se první skupina emigrantů žijících v Leidenu nalodila na loď Speedwell. Loď byla zakoupena, aby budoucí kolonisty dopravila z Leidenu do Anglie. Tam měla být najata druhá loď a poté měly obě lodě plout do Ameriky. V této skupině byli převážně členové kongregace brownistů. Myles a Rose Standishovi byli na palubě spolu s rodinami Williama Bradforda, Edwarda Winslowa, Johna Carvera a dalšími. Malá loď o výtlaku 60 tun dorazila do Southamptonu s asi 30 cestujícími. Tam se měla připojit k mnohem větší 180tunové lodi Mayflower, na kterou se mělo nalodit dalších 90 cestujících. Speedwell nebyl v pořádku, bohužel stále nabíral vodu, a to už v přístavu. Cestující strávili v Southamptonu dva týdny, během té doby byl Speedwell opravován a cestující museli prodat některé své důležité věci, jídlo a nářadí, aby pokryli náklady a přístavní poplatky. Lodě opustily přístav 5. srpna 1620.
Po neúspěšných opravách a dlouhém zpoždění, kdy se lodě dvakrát vracely zpět do přístavu pro neschopnost Speedwelu bezpečně plout, bylo rozhodnuto Speedwell opustit a většina z cestujících na Speedwellu se nalodila na Mayflower. Speedwell pokračoval s několika cestujícími v plavbě do Londýna, kde byl znovu prodán. (Speedwell pro nového majitele absolvoval řadu úspěšných cest jako nákladní loď, ale nikdy se neplavil do Nového světa.) Cestující na Mayfloweru mezitím prodali některé další cenné zásoby, jako je máslo, aby znovu zaplatili přístavní poplatky a nakonec 6. září 1620 vypluli z anglického Plymouthu do severní části kolonie Virginie.
Cesta Mayfloweru přes Atlantik trvala více než dva měsíce. Na přeplněné lodi bylo 102 cestujících a asi 30 členů posádky. První měsíc plavby bylo moře poměrně klidné. V druhém měsíci plavby byla loď zasažena silnými podzimními vichřicemi, které ji silně poškodily. Do lodi zatékalo a cestující leželi v mokru a chladu. Zima, nedostatek jídla a špatné hygienické podmínky způsobily, že mnoho pasažérů onemocnělo. Jeden cestující zemřel na moři a další čtyři zemřeli po zakotvení v zálivu Cape Cod.

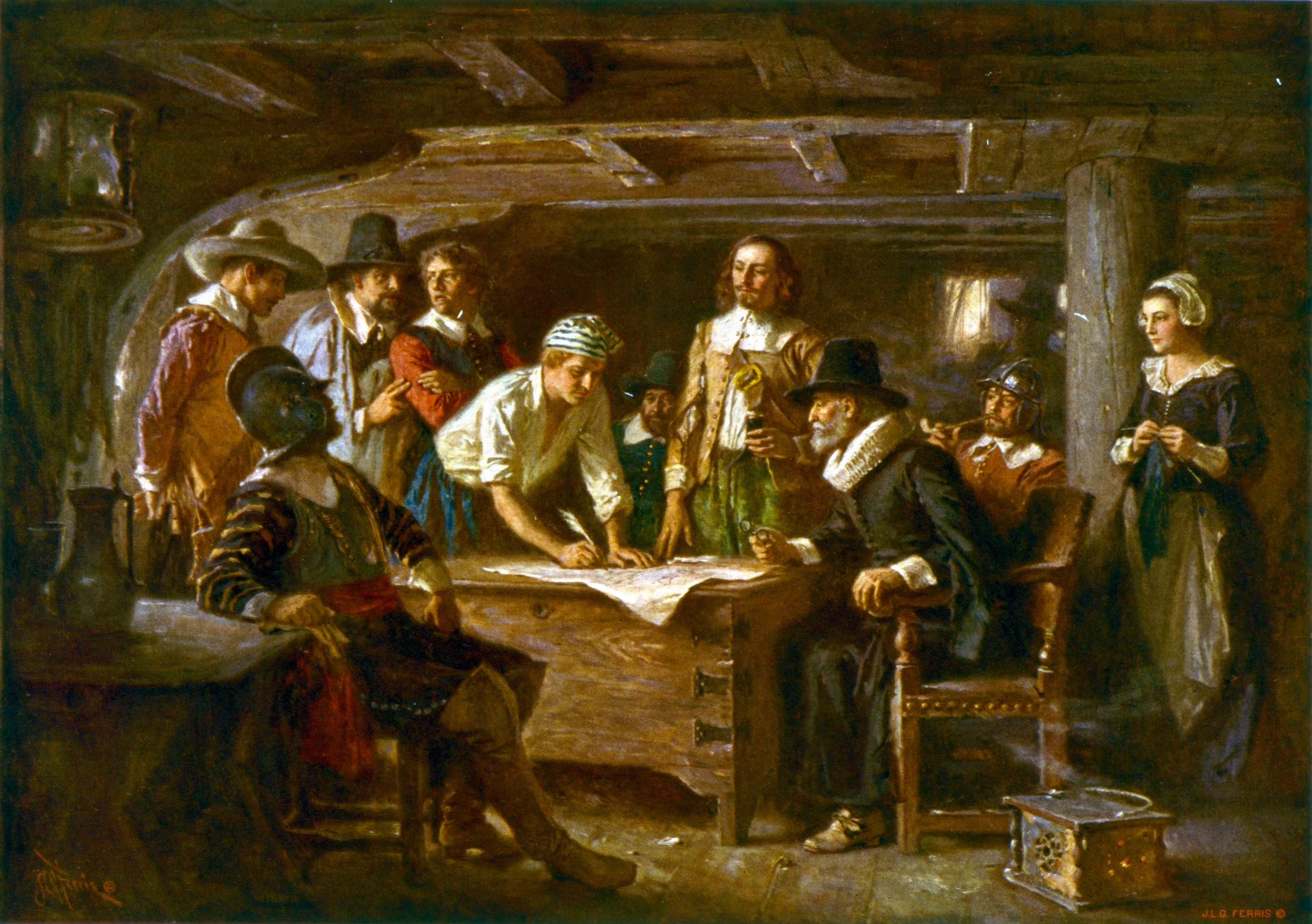
Mayflowerská kompaktáta, autor Jean Leon Gerome Ferris

Dne 9. listopadu 1620 konečně uviděli zemi. Zjistili ovšem, že jsou asi 200 mil severovýchodně od svého plánovaného cíle, severní Virginie. Pokusili se opět vyplout směrem k jihu, ale krátce po vyplutí je silné vlnobití přinutilo k návratu na Cape Cod, do míst dnešního přístavu Provincetown. Počasí stále neumožňovalo plavbu na jih, rozhodli se proto zůstat. Nedostatek zásob (včetně dřeva a piva) a burácející Atlantik osadníky přesvědčili, že cesta do předpokládaného cíle ve Virginii by byla příliš nebezpečná. Proto 11. listopadu definitivně zakotvili a vůdci kolonie sepsali dokument Mayflower Compact, aby zajistili jistý stupeň práva a pořádku v budoucí kolonii. Myles Standish byl jedním ze 41 mužů, kteří dokument podepsali.

## Založení kolonie
Mayflower zakotvila poblíž Cape Cod (Mys treska) a Standish naléhal na vůdce kolonie, aby mu umožnili s částí osadníků vyrazit na pobřeží a pokusit se najít vhodné místo pro založení osady. Dne 15. listopadu 1620 vedl 16 mužů na průzkum severní část mysu, ale nenašli vhodné místo. Proto 11. prosince nalodil skupinu 18 mužů, aby prozkoumali další část pobřeží. Noci trávili na břehu, chráněni jen provizorními barikádami z větví. Jednu noc na ně zaútočila skupina asi třiceti Indiánů. Vypukla panika, ale Standish muže uklidňoval a naléhal na ně, aby zbytečně neplýtvali střelivem. K incidentu došlo v Easthamu v Massachusetts a stal se známým jako First Encounter (První střetnutí).
Během dalších průzkumů kolonisté vybrali koncem prosince 1620 místo v Plymouth Bay jako místo vhodné pro založení osady. Standish poskytl důležitou radu ohledně zbudování malé pevnosti, do které bylo umístěno dělo, a navrhl uspořádání prvních domů tak, aby je bylo možno dobře bránit. Nicméně Poutníci stihli postavit jediný jednopokojový dům, než je zasáhly nemoci. První zimu přežilo pouze 50 lidí ze zhruba stovky těch, kteří dorazili na Mayfloweru. V lednu zemřela i Standishova manželka Rose.
Standish byl jedním z mála kolonistů, kteří neonemocněli. Později mu William Bradford děkoval za útěchu, kterou poskytoval přeživším a napsal, že byl zdrojem síly pro všechny trpící. Standish se s Bradfordem během Bradfordovy nemoci sblížil, a tak začalo jejich dlouholeté přátelství. Bradford zastával funkci guvernéra po většinu svého života a Standish byl jeho pravá ruka. Oba muži byli co do charakteru protiklady; Bradford byl trpělivý a rozvážný, Standish byl vznětlivý a prudký. Přes rozdílné povahy jejich spolupráce při správě kolonie fungovala a dokázali rychle reagovat na všechna nebezpečí.

## Obrana kolonie
Do února 1621 kolonisté několikrát spatřili Indiány, ale nedošlo k žádnému kontaktu. Osadníci se rozhodli připravit se na možnost napadení kolonie domorodci. Takže 17. února 1621 vytvořili domobranu složenou ze všech zdatných mužů, a za svého velitele si zvolili Standishe. Na tuto funkci byl sice najat už před odjezdem, ale hlasování nyní potvrdilo jeho jmenování demokratickým procesem. Kolonisté jej do této funkce volili opakovaně. Zastával ji až do konce svého života. Jako kapitán milice pravidelně cvičil své muže a učil je používat zbraně.
Dne 16. března se osadníci poprvé setkali s domorodými Indiány. Indián jménem Samoset (Abenak, jenž uměl lámaně anglicky) přišel do osady jako zástupce náčelníka kmene Pokanoketů (Wampanoagů) Massasoita. 22. března dorazil náčelník Massasoit osobně a podepsal smlouvu s Johnem Carverem, guvernérem Plymouthu. Dokument deklaroval spojenectví mezi Pokanokety a Plymouthem, a zavazoval obě strany k vzájemné pomoci při ohrožení. Guvernér Carver v tomto roce zemřel a odpovědnost za dodržování smlouvy nesl jeho nástupce William Bradford. Bradford a Standish často řešili složitou situaci, museli volit vhodnou reakci na hrozby kmenů Massachusettů a Narragansettů, kteří představovali možné nebezpečí jak pro kolonisty tak i pro Indiány kmene Pokanoket. V případě hrozícího útoku Standish obvykle upřednostňoval taktiku tvrdého zastrašování. Bradford takové jednání sice vždy neschvaloval, na druhé straně to považoval za nutné pro udržení podmínek smlouvy s Pokanokety.

## Konflikt s Nemaskety

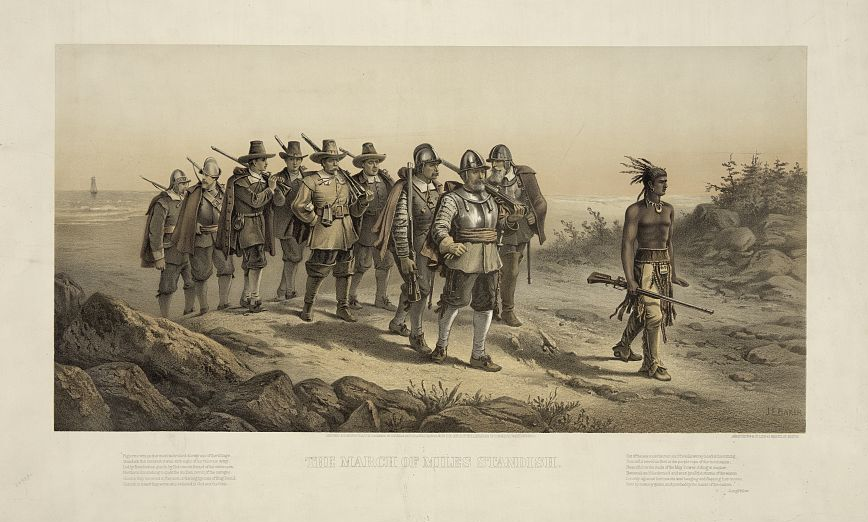
Litografie z roku 1873 znázorňující výpravu vedenou Standishem a Hobbamockem

První ohrožení smlouvy kolonistů s Indiány nastalo v srpnu 1621, kdy sachem (náčelník) jménem Corbitant, který podléhal náčelníkovi Massasoitovi, začal podkopávat důvěru Indiánů k Massasoitovi. Přemlouval muže kmene Pokanoket v osadě Nemasket (nyní v lokalitě Middleborough, Massachusetts, asi 14 mílí (23 km) západně od Plymouthu), aby náčelníkovi vypověděli poslušnost. Bradford poslal dva důvěryhodné muže znalé jazyka zjistit situaci. Jedním z nich byl muž jménem Tisquantum (znám též jako Squanto), člen kmene Patuxetů a druhým byl člen kmene Pokanoket Indián Hobbamock (Hobomok). Tisquantum byl důležitým mužem pro přežití kolonie, radil kolonistům a velmi jim pomáhal v běžném životě. Hobbamock byl dalším vlivným spojencem, byl vysoce postaveným poradcem Massasoita a obávaným válečníkem. U Indiánů se těšil obzvláštní úctě. Když Tisquantum a Hobbamock dorazili do osady Nemasketů, Corbitant Tisquantuma zajal a vyhrožoval, že ho zabije. Hobbamockovi se podařilo uniknout a vrátil se do Plymouthu a kolonisty varoval.
Bradfordovi a Standishovi bylo jasné, že situace je vážná a představuje nebezpečnou hrozbu pro spojenectví mezi Plymouthem a Pokanokety. Rozhodli se pro rychlou akci. Dne 14. srpna 1621 vedl Standish skupinu 10 mužů k Nemasketům, byl rozhodnutý Corbitanta zabít. Do vesnice je dovedl Hobbamock, který se se Standishem rychle sblížil a zůstali blízkými přáteli po zbytek života, přičemž Hobbamock byl nakonec součástí Standishovy domácnosti v Duxbury.
Standish naplánoval noční útok na místo, o kterém věřil, že tam Corbitan spí. On a oba Hobbamockové vtrhli s křikem do Corbitantova úkrytu. Vyděšení Indiáni se snažili utéct, Standishovi muži venku začali střílet z mušket a zranili jednu ženu a muže. Oba byli později odvezeni do Plymouthu, kde byli ošetřeni. Corbitant mezitím z osady uprchl a Tisquantum zůstal nezraněn.
Standish sice nedokázal Corbitanta zajmout, ale útok měl požadovaný účinek. 13. září 1621 přišlo do Plymouthu devět sachemů, včetně Corbitanta a podepsali smlouvu o loajalitě a věrnosti anglickému králi.

## Palisáda

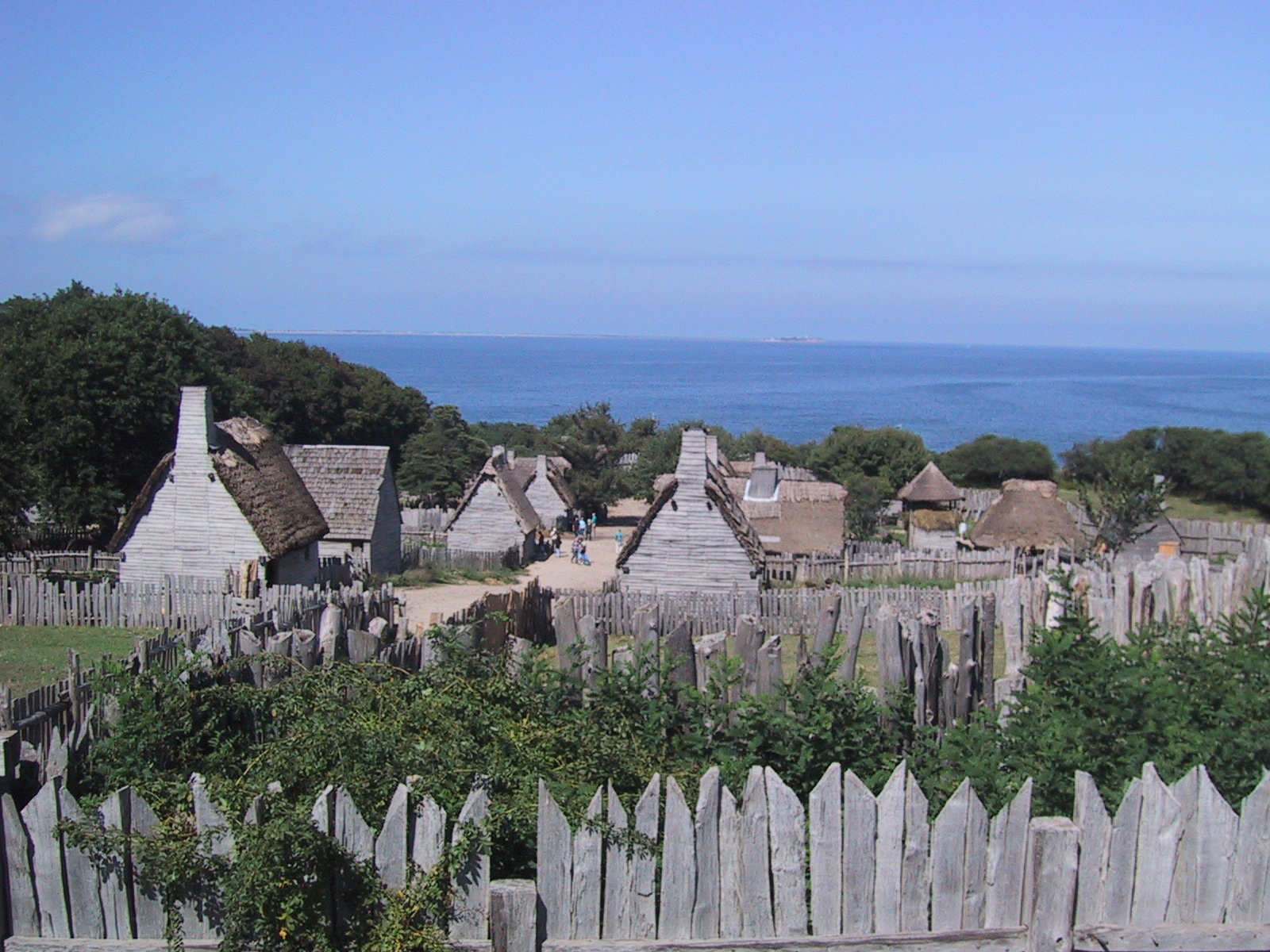
Fotografie vesnice sestávající z malých primitivních dřevěných domů. Většina domů má doškové střechy. V dálce je oceán a jasně modrá obloha. Vesnice je chráněna palisádou ze dřeva. Moderní rekonstrukce původní vesnice Pilgrim v Plymouthu v Massachusetts, včetně palisády obklopující osadu, fotografie, 2002

V listopadu 1621 dorazil do Plymouthu posel z indiánského kmene Narragansett a položil před muže balík šípů zabalených do kůže hada. Tisquantum a Hobbamock kolonistům prozradili, že je to výhrůžka a urážka od sachema Narragansettů Canonicuse. Kmen Narragansettů žil západně od zálivu Narragansett na území dnešního Rhode Islandu a byl jedním z nejmocnějších kmenů v regionu. Bradford poslal zpět hadí kůži naplněnou střelným prachem a kulí ve snaze ukázat, že osadníci nejsou zastrašeni.
Standish bral hrozbu vážně a naléhal, aby kolonisté svou malou osadu obehnali palisádou vyrobenou z vysokých, pevných kmenů. Bylo nutno vybudovat hradbu delší než půl míle (nebo 0,8 km). Také doporučil vybudovat silné brány a plošiny pro možnost střelby přes palisádu. Kolonie byla nedávno posílena příchodem nových pasažérů z lodi Fortune, přesto na stavbě mohlo pracovat jen 50 mužů. I tak se podařilo postavit palisádu podle Standishova návrhu za pouhé tři měsíce, v březnu 1622 bylo hotovo. Standish rozdělil milici do čtyř skupin, každá dostala za úkol hájit svou část palisády, a cvičil je pro případ útoku.

## Wessagusset
Vážnější hrozba přišla ze severu od kmene Massachusettů. Roztržka byla urychlena příchodem nové skupiny anglických kolonistů. V dubnu 1622 dorazili do Plymouthu kolonisté, které vyslal obchodník Thomas Weston. Jejich úkolem bylo založit novou osadu poblíž Plymouthu. Muži si vybrali místo na břehu řeky Fore ve Weymouthu (dnešní stát Massachusetts), asi 40 km severně od Plymouthu, a nazvali svou kolonii Wessagusset. Osadníci špatně řízené kolonie rozzuřili kmen Massachusettů svou bezohledností a krádežemi. V březnu 1623 se Massasoit dozvěděl, že skupina vlivných válečníků z kmene Massachusettů se rozhodla napadnout a zničit obě kolonie, Wessagusset i Plymouth. Nabádal plymouthské, aby udeřili jako první. Jeden z kolonistů z Wessagussetu jménem Phineas Pratt zjistil, že jeho osada je v nebezpečí. Podařilo se mu uprchnout do Plymouthu. Sdělil, že kolonisté ve Wessagussetu byli opakovaně ohrožováni Massachusetty, že osada je ve stavu neustálé bdělosti a že lidé z osady umírají hlady.
Bradford svolal veřejné shromáždění. Osadníci se rozhodli vyslat Standishe se skupinou osmi mužů včetně Hobbamocka do Wessagussetu s úkolem zabít vůdce spiknutí. Mise měla pro Standishe i osobní aspekt. Jedním z válečníků ohrožujících osadu Wessagusset byl Wituwamat z kmene Neponsetů (ti patřili pod Massachusetty), který už dříve Standishovi vyhrožoval a urážel ho. Když Standish dorazil do Wessagussetu, zjistil, že mnoho kolonistů odešlo žít s Massachusetty. Standish jim nařídil vrátit se zpět do Wessagussetu. Pecksuot byl válečník z kmene Massachusett a vůdce skupiny ohrožující Wessagusset; dorazil do osady s Wituwamatem a dalšími válečníky den po Standishově příchodu. Standish vyhlásil, že je ve Wessagusset na obchodní misi, ale Pecksuot řekl Hobbamockovi: „Ať začne, jestli má odvahu; najde nás připravené.“ Později tohoto dne se Pecksuot přitočil ke Standishovi, podíval se na něj a řekl: „Jste skvělý velitel, přesto jste jen malý muž. Ačkoli já nejsem žádný sachem, přesto mám velkou sílu a odvahu.“
Následujícího dne Standish zařídil setkání s Pecksuotem při jídle v jednom z jednopokojových domů ve Wessagussetu. Pecksuot přišel spolu s Wituwamatem, svým dospívajícím bratrem a s několika ženami. Standish měl v domě tři muže z Plymouthu a Hobbamocka. Po domluveném signálu Standishovi muži zavřeli dveře domu a Standish zaútočil na Pecksuota a opakovaně ho bodal jeho vlastním nožem. Wituwamat a jeden válečník byli také zabiti. Standish nařídil zabít další dva válečníky Massachusettů, a poté vyrazil z osady Wessagusset. Hledal Obtakiesta, sachema Massachusettů. Našel ho spolu se skupinou válečníků, došlo k potyčce a nakonec Obtakiest utekl.
Po dokončení mise se Standish vrátil do Plymouthu s Wituwamatovou hlavou. Vůdci spiknutí, kteří plánovali zničení osad byli zabiti a hrozba útoku byla zažehnána. Důsledek akce byl neočekávaný. Osada Wessagusset, kterou se Standish snažil chránit, byla opuštěna. Většina osadníků odešla k anglickým rybářům na ostrově Monhegan. Brutální útok způsobil rozsáhlou paniku mezi indiánskými kmeny v celém regionu. Vesnice byly opuštěny a osadníci měli nějakou dobu potíže s obnovením obchodu.
Pastor John Robinson byl stále v Leidenu, ale kritizoval Standishe za jeho brutalitu. Bradford zavraždění indiánských vyslanců také neschvaloval, ale v dopise Standishe bránil: „Co se týče kapitána Standishe, necháváme ho, aby si sám v sobě tento problém vyřešil, musíme ale říct, že je pro nás stejně potřebný jako kdokoli jiný, a je jediným nástrojem, jaký máme, a je nepostradatelným strážcem obecného pořádku.“

## Přepadení osady Merrymount

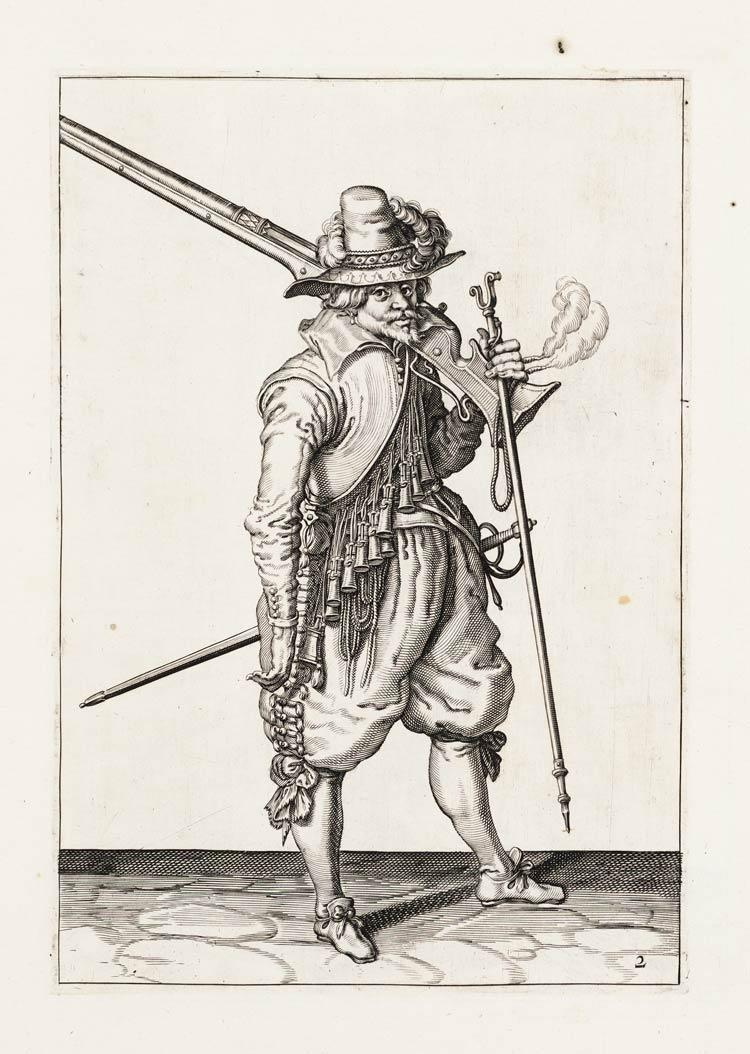
Perokresba vojáka z nizozemského manuálu ze 16. století o použití arkebuzy s doutnákovým zámkem, kterou rovněž používali plymouthští osadníci.

V roce 1625 zřídila další skupina anglických osadníků základnu nedaleko od místa Wessagusset, v Massachusetts v Quincy asi 43 km severně od Plymouthu. Osada byla oficiálně známá jako Mount Wollaston, ale brzy získala přezdívku „Merrymount“. Jejich vůdcem byl právník, spisovatel a sociální reformátor Thomas Morton, jenž pocházel z anglického Devonu, a který se mimo jiné věnoval i studiu indiánské kultury. Morton toleroval či přímo podněcoval chování, které kolonisté nejen vzhledem ke svému náboženství považovali za nevhodné a nepřípustné. Muži z osady Merrymount si postavili májku, holdovali alkoholu, nedodržovali náboženská pravidla a hlavně prodávali Indiánům zbraně. Z prodeje zbraní Indiánům byl Bradford velmi znepokojen. V roce 1628 nařídil Standishovi, aby se vydal na další trestní výpravu a Mortona zatkl.
Když Standish dorazil se svými muži do Merrymount, zjistil, že Morton je se skupinou mužů zabarikádován v malé budově. Morton se rozhodl zaútočit jako první, ale jeho muži byli příliš opilí, než aby dokázali použít zbraně. Morton namířil na Standishe, ten mu nicméně zbraň vytrhl z ruky. Poté Mortona odvedli do Plymouthu a poslali ho zpět do Anglie. Později Morton napsal knihu New English Canaan, ve které nazval Standishe „velitelem Prckem“ (Captain Shrimp), a dodal: „Shledal jsem Indiány z Massachusetts naplněny humánností více než křesťany.“

## Expedice Penobscot
Standishova poslední významná expedice byla proti Francouzům, kteří založili v roce 1613 obchodní místo na řece Penobscot v Castine v Maine. Angličané dobyli toto obchodní místo v roce 1628 a předali ho kolonistům v Plymouthu. Po sedm let byla obchodní stanice cenným zdrojem kožešin a dřeva. V roce 1635 se však Francouzi s malou expedicí vrátili a snadno stanici získali zpět. Bradford vyzval Standishe, aby obchodní místo vrátil pod kontrolu Plymouthu. To už nebyla malá výprava, jaké Standish vedl v minulosti. Pro splnění tohoto úkolu si pronajal loď Good Hope, které velel kapitán Girling. Standishův plán byl zřejmě přiblížit se s lodí ke stanici na dostřel děl a ostřelovat ji dokud Francouzi nekapitulují. Avšak Girling vydal povel ke střelbě, ještě než se loď dostala na dostřel, a veškerý střelný prach byl vyplýtván. Standish se vzdal snahy získat stanici zpět pro Plymouth.
V té době vznikla poblíž další, větší kolonie Massachusetts Bay (kolonie Massachusettského zálivu). Bradford požádal jejich vůdce o pomoc při znovuzískání obchodní stanice Penobscot, ale byl odmítnut. Incident svědčil o rivalitě, která přetrvávala mezi koloniemi Plymouth a Massachusetts Bay. V roce 1691 byly obě kolonie sloučeny a staly se královskou provincií Massachusetts Bay.

## Osídlení Duxbury
V roce 1625 vůdci kolonie Plymouth pověřili Standishe odcestovat do Londýna a vyjednat nové podmínky smlouvy kolonie se společností Merchant Adventurers. Byl pověřen dosáhnout uzavření dohody o splacení dluhu kolonistů vůči společnosti. Po splacení dluhu by osadníci mohli získat právo na přidělení půdy. Standish nebyl úspěšný ve svých jednáních a vrátil se do Plymouthu v dubnu 1626. Avšak ještě v roce 1626 se do Londýna vydal Isaac Allerton spolu s několika předními muži z Plymouthu, včetně Standishe. Dluh se podařilo splatit, hlavně zásluhou Allertona.
Tak byla kolonie zbavena povinnosti dodržovat nařízení společnosti Merchant Adventurers. Svou nově nabytou nezávislost uplatnili zorganizováním pozemkové reformy v roce 1627. Každá rodina v kolonii dostala půdu. Standish obdržel pozemek o rozloze 120 akrů (49 ha) v Duxbury, kde si postavil dům a usadil se zde kolem roku 1628.
Je možné, že se Standish snažil vést klidnější život už po roce 1635 (po výpravě k řece Penobscot), kdy se na své farmě v Duxbury věnoval chovu hospodářských zvířat a obdělávání polí. V té době mu bylo asi 51 let a začal předávat odpovědnost za obranu kolonie mladší generaci. Poznámka v koloniálních záznamech z roku 1635 naznačuje, že poručík William Holmes byl jmenován, aby školil milice jako Standishův bezprostřední podřízený. Když v roce 1637 vypukla válka mezi anglickými kolonisty a Indiány v Nové Anglii, známá jako pequotská válka, byl Standish zvolen do výboru, jehož úkolem bylo připravit jednotku milice o síle 30 mužů, ale byl to Holmes, kdo měl bezprostřední velení.
Rodiny žijící v Duxbury (někdy „Duxborough“) požádaly v Plymouthu o status Duxbury jako samostatného města s vlastním kostelem a knězem; této žádosti bylo vyhověno v roce 1637. Historik Justin Winsor a jiní trvali na tom, že jméno Duxbury navrhl Standish na počest Duxbury Hall u Chorley v Lancashire, kde žila část jeho rodiny. Je to možné, ale neexistují žádné záznamy o tom, jak a kým bylo město ve skutečnosti pojmenováno.

## Poslední roky

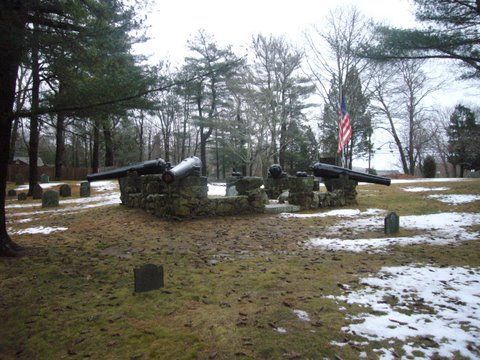
Památník představující čtyři děla na kamenné zdi uprostřed malého hřbitova. Země je částečně pokryta sněhem.

Kolem let 1640 se Standish věnoval v kolonii převážně administrativě. Působil jako inspektor veřejných cest, v letech 1644 až 1649 byl pokladníkem kolonie a pracoval v různých výborech, kde určoval hranice nových osad a kontroloval vodní cesty. Jeho starý přítel Hobbamock byl součástí jeho domácnosti, zemřel v roce 1642 a byl pohřben na Standishově farmě v Duxbury.
Standish zemřel 3. října 1656. Trpěl zřejmě na ledvinové případně močové kameny, nebo měl rakovinu močového měchýře. Byl pohřben v Duxbury na Old Burying Ground, na hřbitově dnes známém jako Myles Standish Cemetery.

## Rodina a děti
Manželky:
- Rose (1601–21), svatba byla roku 1618. Nepřežila první zimu v Americe.[70] Byla pohřbena v neoznačeném hrobě na pohřebišti Coles Hill v Plymouthu, stejně jako mnoho dalších, kteří zemřeli první zimu. Její jméno je uvedeno na Pilgrim Memorial Tomb na Cole’s Hill jako “Rose, první manželka Mylese Standishe”.
- Barbara[71], svatba byla roku 1624. Do Plymouthu přicestovala v roce 1623 na lodi Anne a následující jaro se vzali. Měli sedm dětí. Zemřela po 6. říjnu 1659 a její hrob není znám.[72]

Děti Mylese a Barbary Standish:
- Charles (1), narodil se 1624, zemřel mezi 22. květnem 1627 a rokem 1635.
- Alexander, narodil se kolem roku 1626 a zemřel 6. července 1702. Byl pohřben v Myles Standish Burying Ground v Duxbury v Massachusetts. V roce 1660 se oženil se Sarah Alden a měli osm dětí. Sarah zemřela před 13. červnem 1688. Její otec byl pasažérem na lodi Mayflower, John Alden. Alexander se poté oženil s Desire (Doty) (Sherman) Holmes roku 1689, měli tři děti. Desire zemřela v Marshfieldu 22. ledna 1731. Její otec byl pasažérem na Mayflower, Edward Doty.
- John se narodil kolem roku 1627. Žádné další záznamy neexistují.
- Myles se narodil kolem roku 1629 a zemřel na moři po 20. březnu 1661. Jeho tělo bylo ztraceno na moři. 19. července 1660 se oženil se Sarah Winslow v Bostonu, ale není žádný záznam o dětech.
- Loara (Lora) se narodila kolem roku 1631 a zemřela 7. března 1655/6 jako neprovdaná.
- Josiah se narodil kolem roku 1633 a zemřel v Prestonu v Connecticutu 19. března 1690. Místo pohřbení není známo. Oženil se s Mary Dingley v Marshfieldu 19. prosince 1654. Mary zemřela v Duxbury 1. července 1655. Po roce 1655 se oženil se Sarah Allen a měli osm dětí. Sarah zemřela po 16. září 1690.
- Charles (2) se narodil kolem roku 1635. Ještě 7. března 1655/6 byl naživu. Žádné další záznamy neexistují.[73][74]

## Odkaz

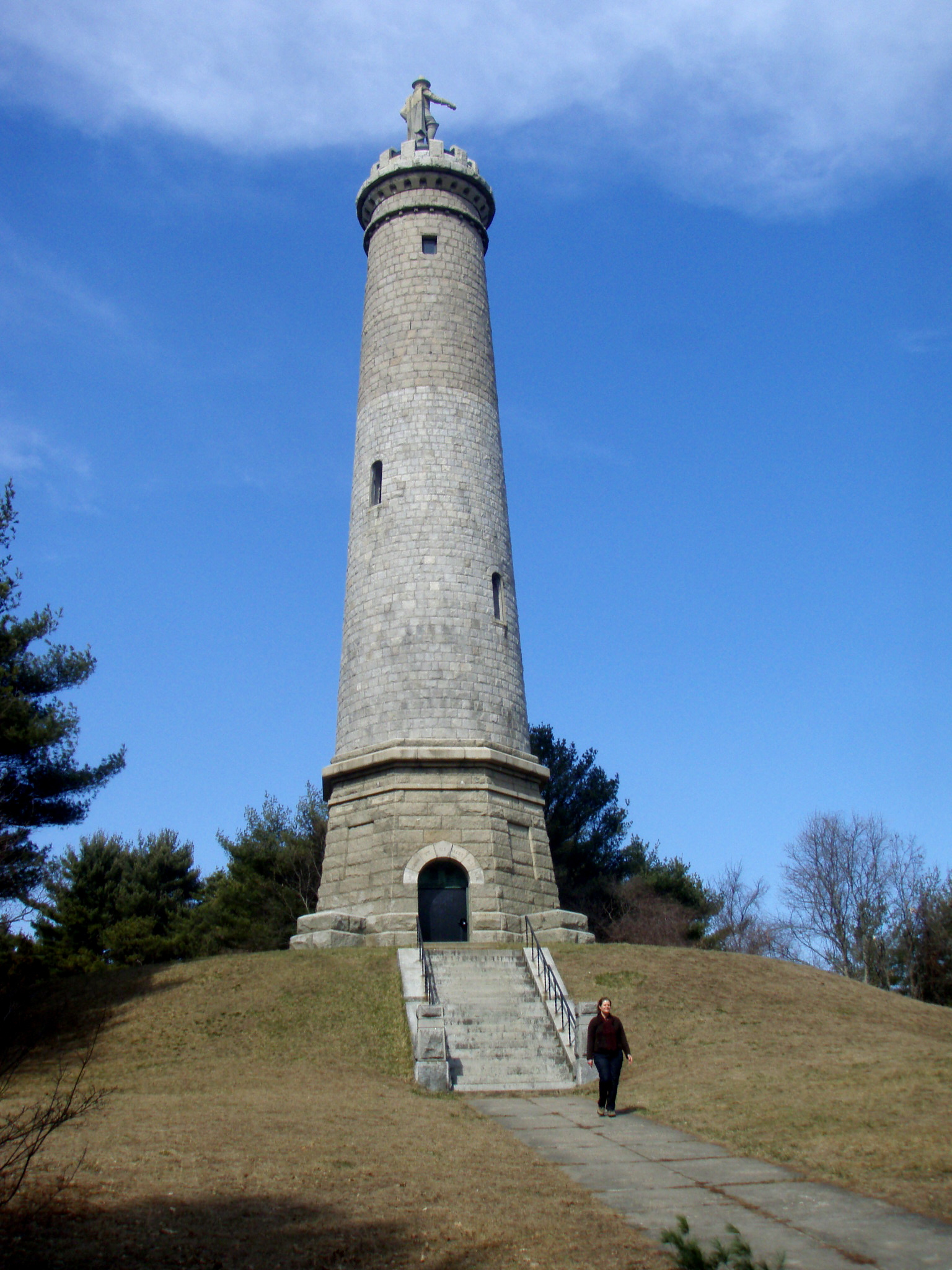
Myles Standish Monument, Duxbury, Massachusetts

Standishova skutečná role při obraně kolonie Plymouth a někdy až brutální taktika, kterou při tom používal, byla do značné míry zakryta idealizovanou postavou vytvořenou Henrym Wadsworthem Longfellowem v jeho epické básni Courtship of Miles Standish. Historik Tudor Jenks napsal, že Longfellowova kniha neměla „žádný nárok na to, aby byla považována za něco jiného než příjemnou malou pohádku a jako zcela zavádějící náčrtek lidí a událostí ve starém Plymouthu.“ Kniha však povýšila Standishe na úroveň lidového hrdiny ve viktoriánské Americe. V pozdním 19. století v Duxbury kniha podpořila vznik hnutí na stavbu památníků na počest Standishe. Pro město to přineslo užitek zvýšeným počtem turistů.
První památník je největší. Základní kámen pro Myles Standish Monument v Duxbury byl položen v roce 1872, slavnosti se zúčastnilo deset tisíc lidí. Byl dokončen v roce 1898 a je to třetí nejvyšší památník pro jednotlivce ve Spojených státech. Překonává ho jen Washingtonův památník v Baltimoru v Marylandu (178 stop), dokončený v roce 1829, a Washingtonův památník ve Washingtonu, D. C. (555 stop) slavnostně otevřený v roce 1885. Výška památníku je 35 metrů (116 stop) a na vrcholu stojí socha Standishe o vysoká 4,3 metru.
Druhý, menší památník byl umístěn nad údajné místo Standishova hrobu v roce 1893. V letech 1889 a 1891 byly provedeny dvě exhumace Standishových pozůstatků, aby se určilo místo jeho odpočinku. Třetí exhumace proběhla v roce 1930, jeho ostatky byly vloženy do hermeticky uzavřené komory pod pomníkem nad hrobem. Jeho hrob je v Myles Standish Burial Ground v Duxbury.
Místo Standishova domu je jen mírnou proláklinou, na místě je nyní vybudován malý park. Místo vlastní a udržuje město Duxbury. Město Standish v Maine nese jeho jméno, stejně jako město Standish v Minneapolis. Nejméně dvě pevnosti byly pojmenovány po něm: hliněnými valy tvořená Fort Standish v Plymouth's Saquish Neck postavená během americké občanské války a větší betonová pevnost postavená na Lovells Island v Bostonu v roce 1895. Obě pevnosti jsou nyní opuštěné. Vojenská základna Camp Myles Standish v nedalekém Tauntonu byla také pojmenována na jeho počest.
Myles Standish State Forest (rezervace) je ve městech Plymouth a Carver v jihovýchodním Massachusetts, přibližně 45 mil (70 km) jižně od Bostonu. Je to největší veřejně vlastněná rekreační oblast v této části Massachusetts a je spravována Department of Conservation and Recreation (Ministerstvem ochrany a rekreace). Myles Standish Hall je kolej na Bostonské univerzitě, původně postavená jako Myles Standish Hotel v roce 1925.
V roce 2020 si město Chorley připomnělo 400 let od americké cesty Mylesa Standishe.

### Poznámka
1. ↑  Brownisté byli skupinou anglických disidentů nebo raných separatistů z anglikánské církve. Pojmenovali se po Robertu Brownovi, který se narodil v Tolethorpe Hall v anglickém Rutlandu v roce 1550. Většina Separatistů na palubě Mayflower v roce 1620 byli Brownisté a Pilgrims (poutníci) byli po 200 let známí jako Brownistická emigrace.